# Трейнта-і-Трес (департамент)
Тре́йнта-і-Трес — департамент Уругваю. Столиця — однойменне місто. Департамент розташований на сході країни. Межує на сході з Бразилією і з департаментами Серро-Ларґо на півночі, Дурасно і Флорида на заході та Лавальєха і Роча на півдні.

## Головні населені пункти
Населені пункти понад 1000 осіб за переписом 2004 року.
| Населений пункт                       | Населення    |
| ------------------------------------- | ------------ |
| Серро-Чато                            | 3 248        |
| Ехідо-де-Трейнта-і-Трес               | 4 402 (1996) |
| Генерал-Енріке-Мартінес (Ла-Чаркеада) | 1 342 (1996) |
| Санта-Клара-де-Олімар                 | 2 454        |
| Трейнта-і-Трес                        | 30 759       |
| Верґара                               | 3 953        |